# Leszek Blanik
Leszek Robert Blanik (* 1. März 1977 in Wodzisław Śląski) ist ein polnischer Kunstturner. Er war Olympiasieger, Europa- und Weltmeister im Sprung. 
Blanik ist der erste polnische Turner, nach dem ein Sprung benannt wurde. Die Fédération Internationale de Gymnastique führt den Blanik in ihrem Regelwerk unter der Nummer 322. Er ist mit dem doppelten Tsukahara verwandt. 
Leszek Blanik ist 1,63 m groß, wiegt 66 kg und lebt in Danzig.